# Sally Kirkland
Sally Kirkland (New York, 31 oktober 1941) is een Amerikaans actrice. Zij werd in 1988 genomineerd voor een Academy Award voor haar hoofd- en titelrol in de dramafilm Anna. Vijf andere acteerprijzen werden haar daadwerkelijk toegekend, waaronder een Golden Globe en een Independent Spirit Award (beide voor Anna).
Kirkland maakte in 1960 haar officiële filmdebuut in Crack in the Mirror, maar dit betrof een rolletje als edelfigurant. In haar vierde film Blue (1968) speelde ze als Sarah Lambert voor het eerst een bij naam genoemd personage. In de vijftig jaar sinds Kirkland voor het eerst op het grote scherm te zien was, speelde ze in meer dan 90 films, meer dan 110 inclusief televisiefilms. Daarin variëren haar verschijningen zowel vroeg als later in haar carrière als actrice van hoofd- en stevige bijrollen tot niet bij naam genoemde personages en cameo-optredens. Kirkland speelt daarbij in zowel commerciële titels als in independant projecten en verscheidene korte films.

## Filmografie
*Exclusief 20 televisiefilms
| - Devil's Land (2009) - Oak Hill (2008) - The Ear of the Beholder (2008) - Richard III (2008) - Bald (2008) - Spiritual Warriors (2007) - Big Stan (2007) - Resurrection Mary (2007) - Blind Spot (2007) - Factory Girl (2006) - Coffee Date (2006) - Off the Black (2006) - Fingerprints (2006) - The Big Red Cotton Show (2006) - A-List (2006) - Hollywood Dreams (2006) - Chandler Hall (2005) - What's Up, Scarlet? (2005) - Adam & Steve (2005) - Neo Ned (2005) - Bloodlines (2004) - An Eye for an Eye (2004 - Mango Kiss (2004) - Bruce Almighty (2003) - Boxer Shorts (2002) - Wish You Were Dead (2002) - The Rose Technique (2002) - Mothers and Daughters (2002) - A Month of Sundays (2001) - Out of the Black (2001) - Thank You, Good Night (2001) - The Boys Behind the Desk (2000) - Twinkle Toes (1999) - EDtv (1999) - Starry Night (1999) - Wilbur Falls (1998) - Paranoia (1998) - The Island (1998) - Little Ghost (1997) - Excess Baggage (1997) - Amnesia (1996) - Guns and Lipstick (1995) - Gunmen (1994) - Double Threat (1993) - Eye of the Stranger (1993) - Paper Hearts (1993) - Primary Motive (1992) | - In the Heat of Passion (1992) - Forever (1992) - Stringer (1992) - Hit the Dutchman (1992) - JFK (1991) - Bullseye! (1990) - Revenge (1990) - Due occhi diabolici (1990, aka Two Evil Eyes) - Best of the Best (1989) - Paint It Black (1989) - Cold Feet (1989) - High Stakes (1989) - White Hot (1988) - Talking Walls (1987) - Anna (1987) - Fatal Games (1984) - Love Letters (1983) - Double Exposure (1983) - Neil Young: Human Highway (1982) - The Incredible Shrinking Woman (1981) - Private Benjamin (1980) - La ilegal (1979) - Hometown USA (1979) - Flush (1977) - Tracks (1976) - A Star Is Born (1976) - Pipe Dreams (1976) - Breakheart Pass (1975) - Crazy Mama (1975) - Bite the Bullet (1975) - The Noah (1975) - Big Bad Mama (1974) - Candy Stripe Nurses (1974) - Blazing Saddles (1974) - The Sting (1973) - Cinderella Liberty (1973) - The Way We Were (1973) - The Young Nurses (1973) - Going Home (1971) - Jump (1971) - Brand X (1970) - Futz! (1969) - Coming Apart (1969) - Blue (1968) - The 13 Most Beautiful Women (1964) - Hey, Let's Twist (1961) - Crack in the Mirror (1960) |

## Televisieseries
*Exclusief eenmalige gastrollen
- Felicity - Professor Annie Sherman (1999, vier afleveringen)
- Days of Our Lives - Tracey Simpson (1999, drie afleveringen)
- Valley of the Dolls - Helen Lawson (1994, 65 afleveringen)
- Roseanne - Barbara Healy (1992-1993, twee afleveringen)
- Falcon Crest - Ella (1983, twee afleveringen)

- Biblioteca Nacional de España: XX1174318
- Bibliothèque nationale de France: cb141937608 (data)
- Catàleg d'autoritats de noms i títols de Catalunya: 981058509084606706
- Gemeinsame Normdatei: 1023968339
- International Standard Name Identifier: 0000 0001 0006 4248
- Library of Congress Control Number: n90706809
- Nationale Bibliotheek van Polen: a0000001601786
- Nederlandse Thesaurus van Auteursnamen: 074813927
- SNAC: w6xh0wzp
- Système universitaire de documentation: 17741393X
- Virtual International Authority File: 17433256
- WorldCat: E39PBJk8W94YpdXvyHRq8gFHYP